# کارلوس شوآبه
کارلوس شوآبه (آلمانی: Carlos Schwabe; ۲۱ ژوئیهٔ ۱۸۶۶ – ۲۲ ژانویهٔ ۱۹۲۶) نقاش نمادگرای اهل سوئیس بود. از آثار مهمش مرگ و گورکن را می‌توان نام برد.
او همچنین برندهٔ نشان لژیون دونور شده‌است.

## نگارخانه

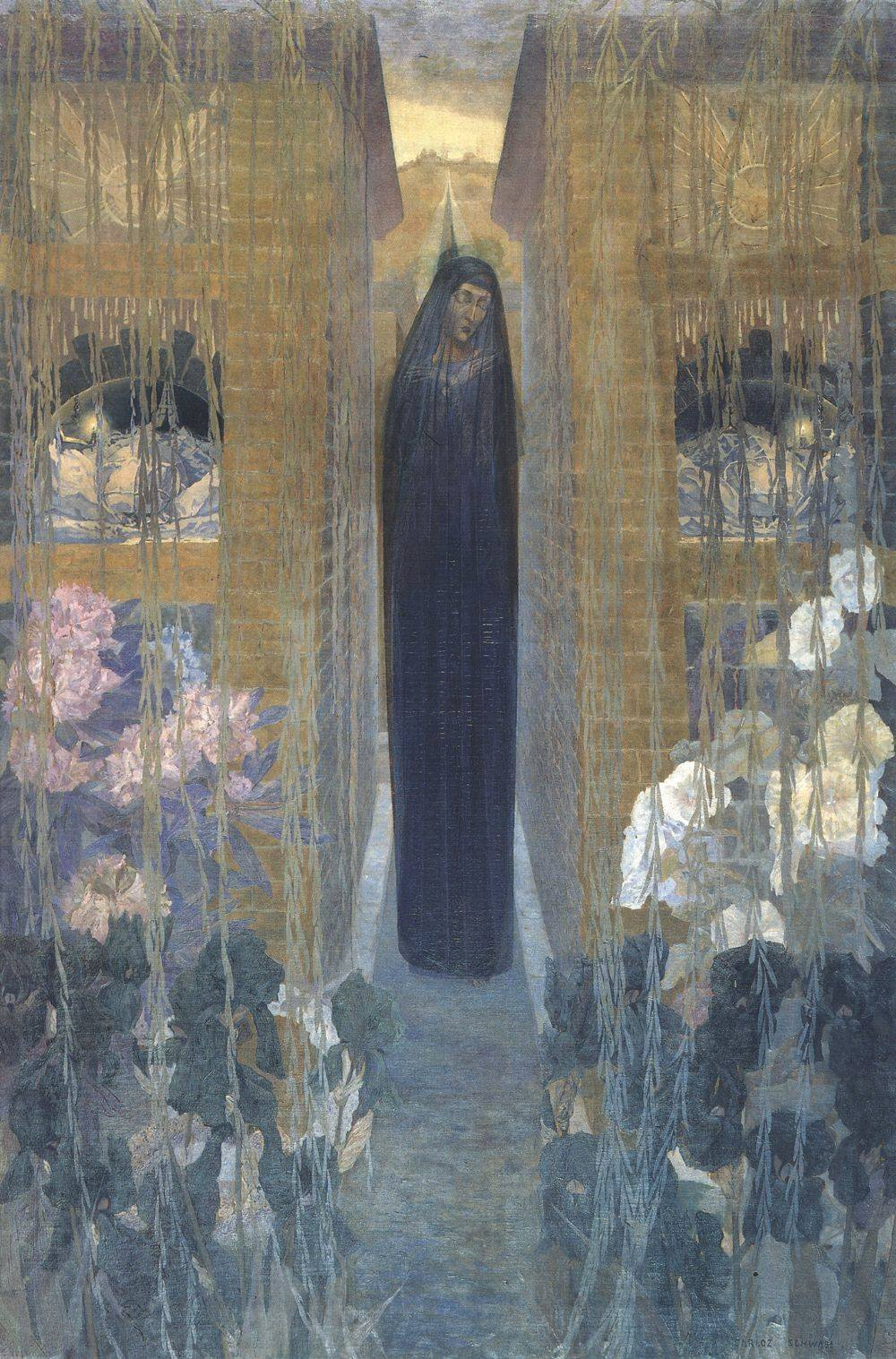
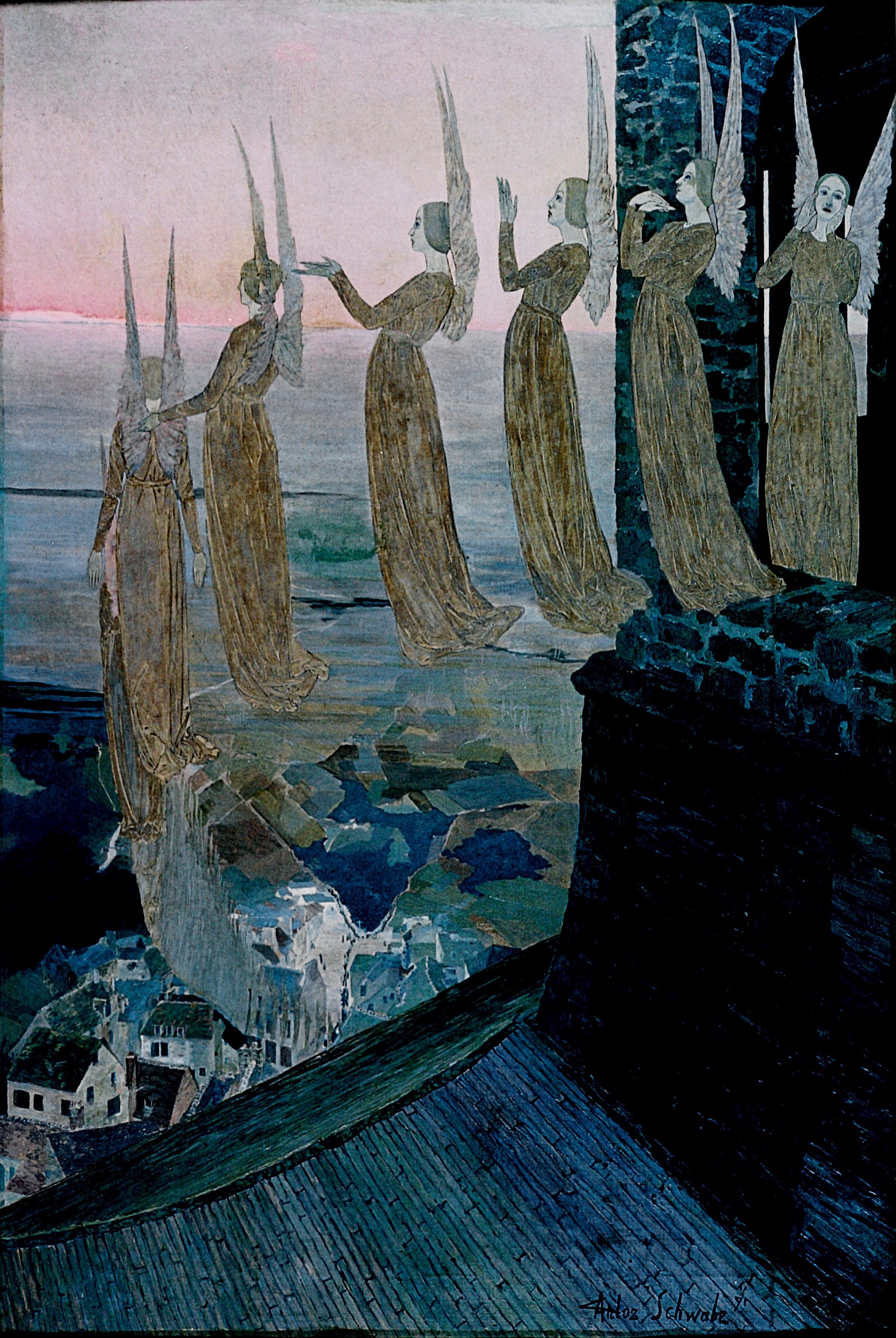
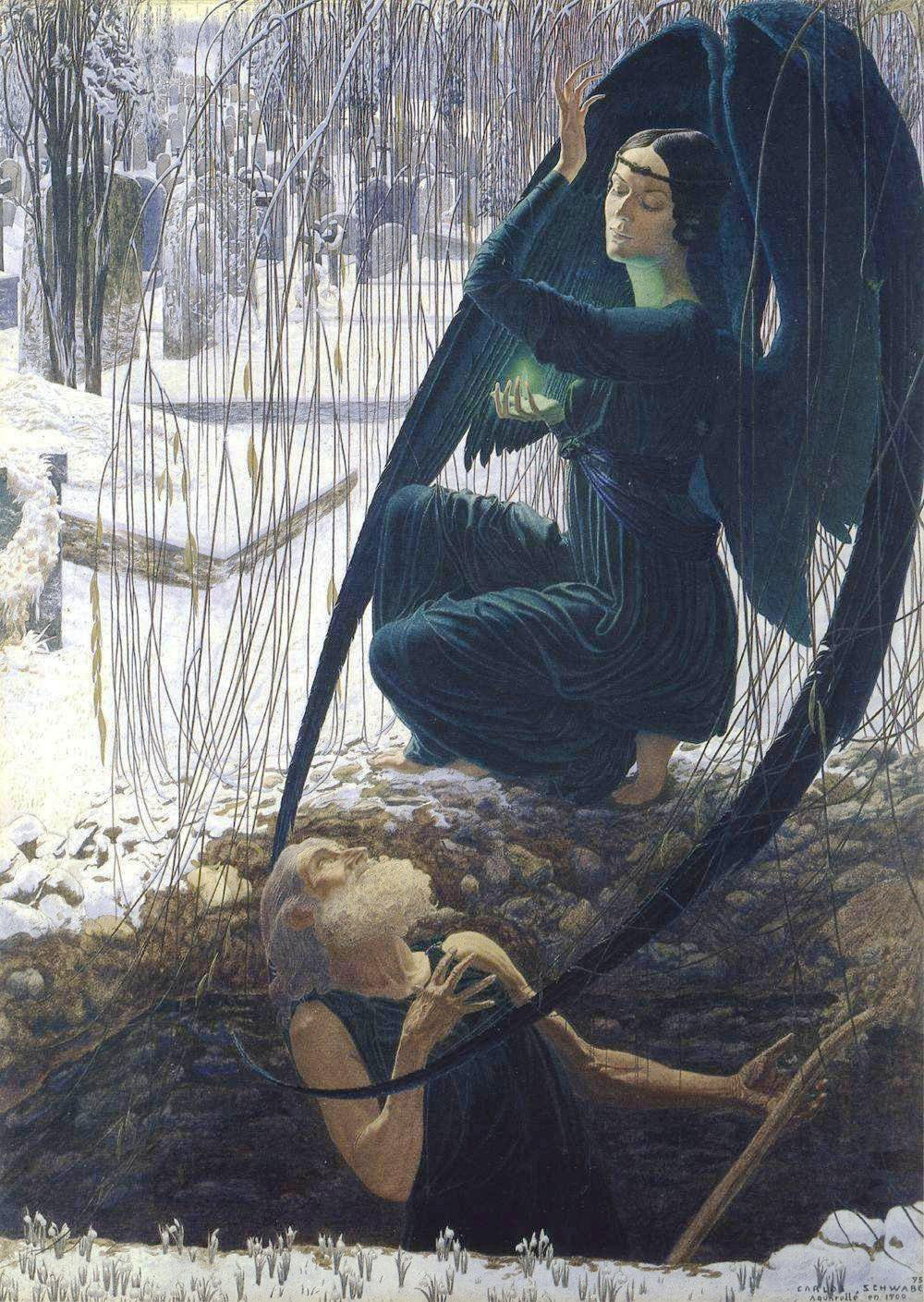
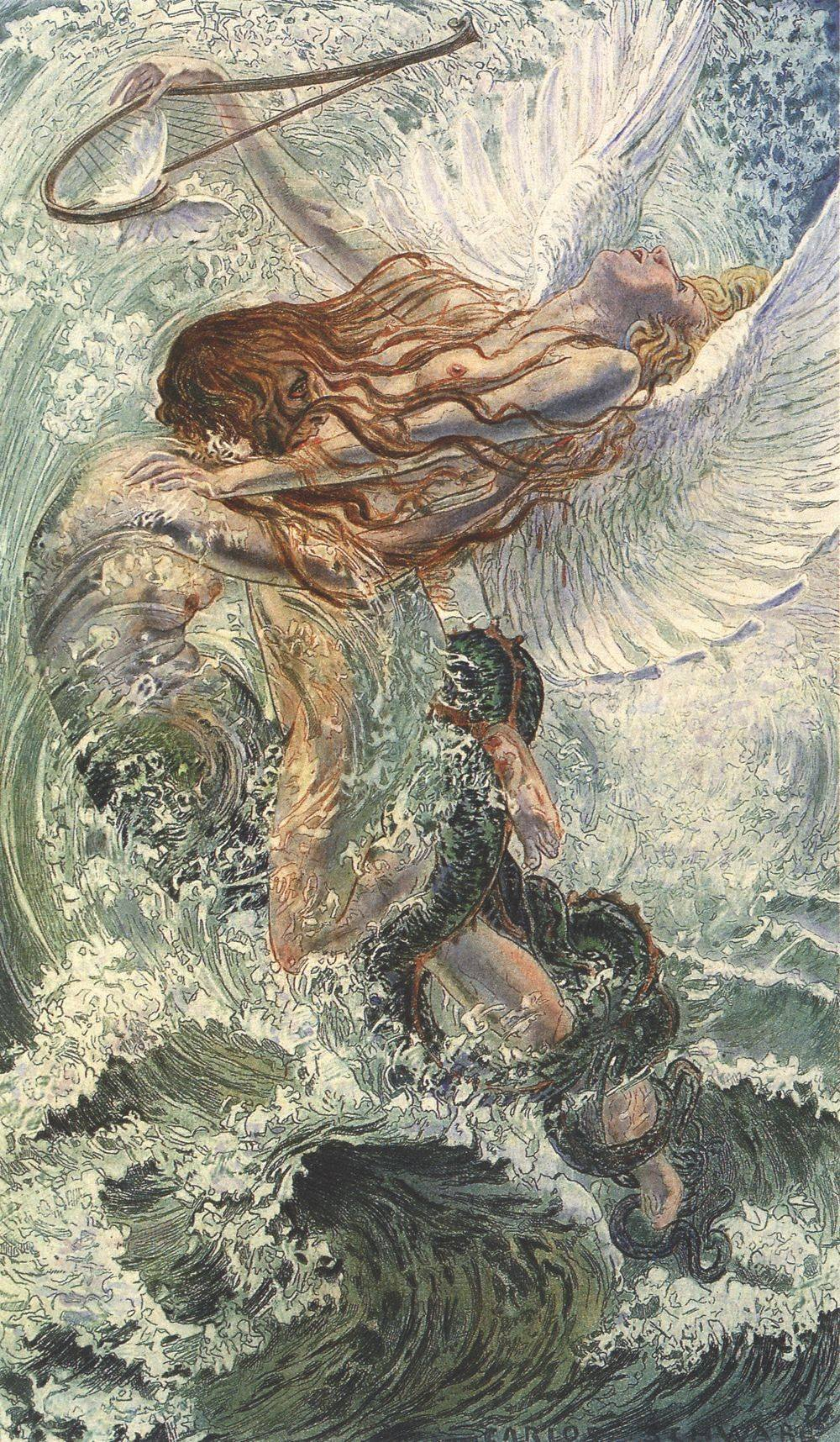
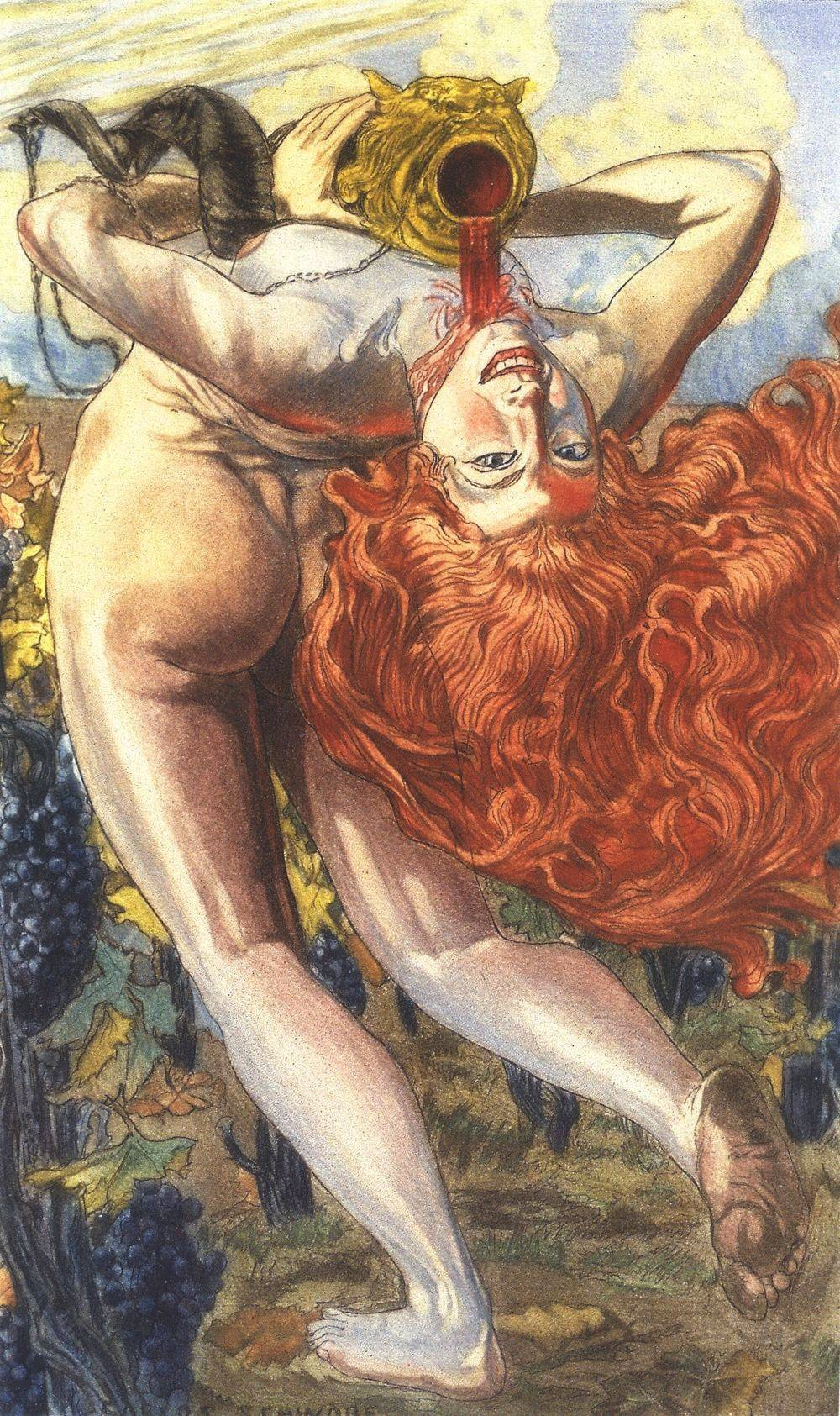
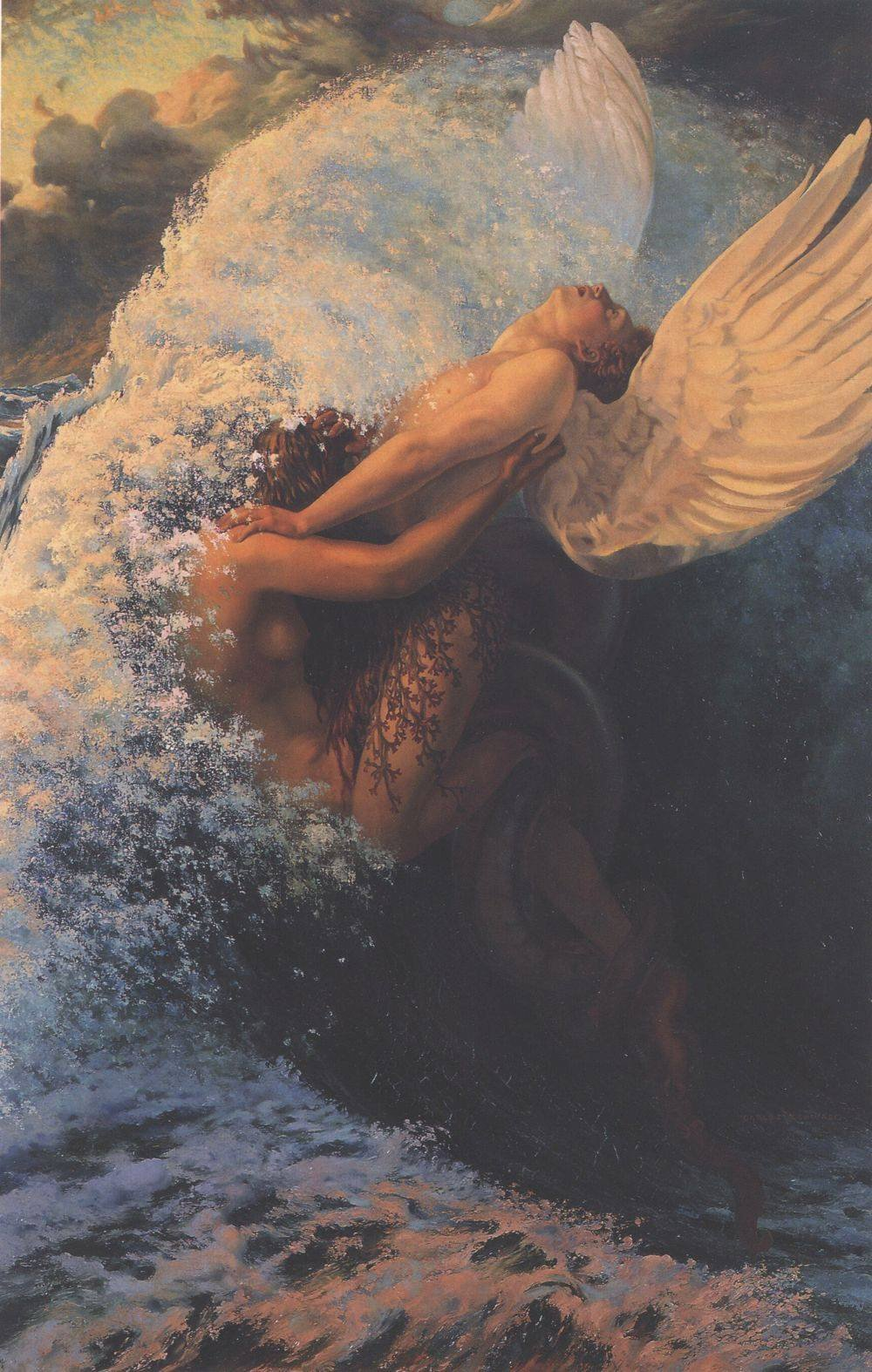
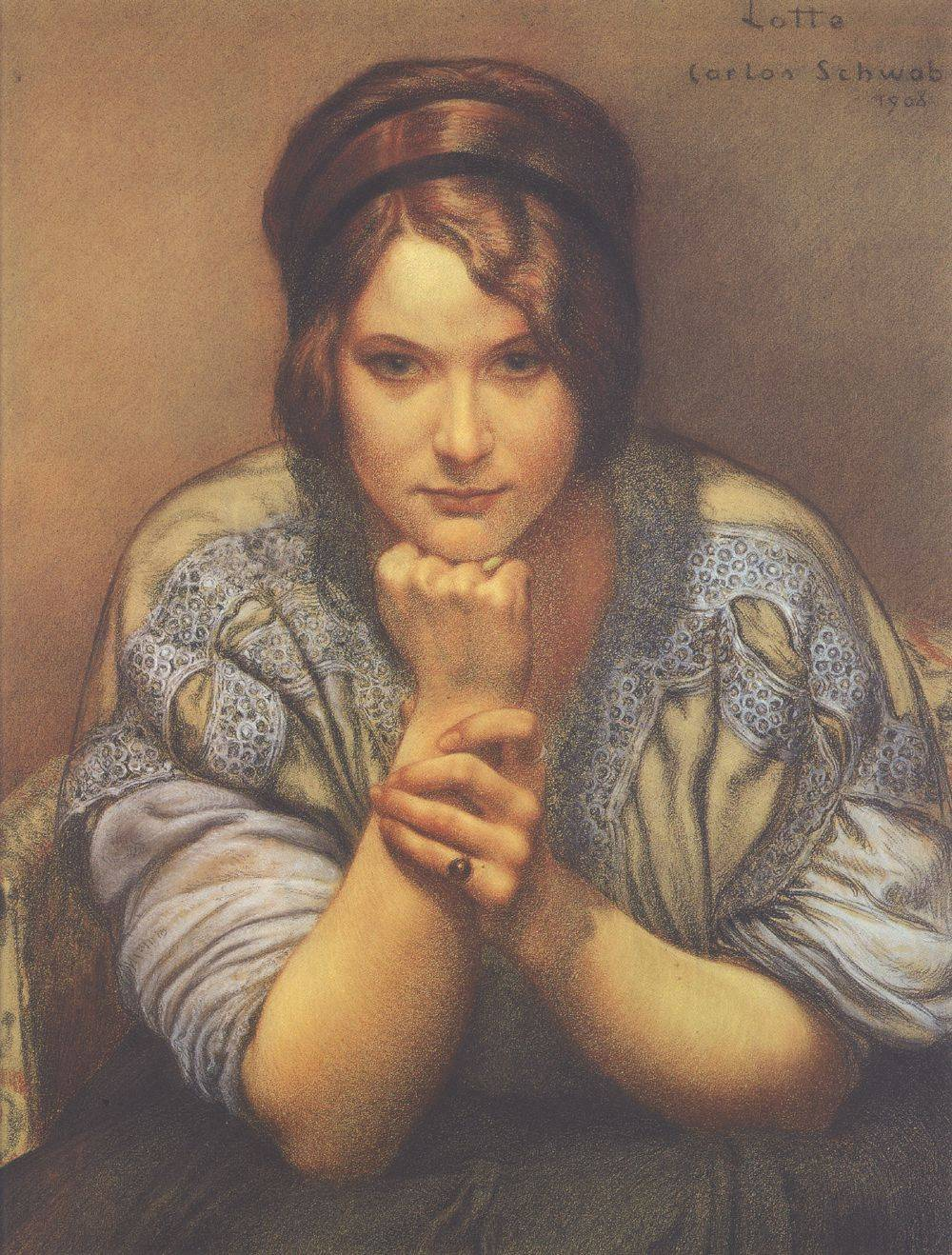